# NGC 3478
NGC 3478 ist eine Balken-Spiralgalaxie vom Hubble-Typ SBbc im Sternbild Großer Bär am Nordsternhimmel. Sie ist schätzungsweise 299 Millionen Lichtjahre von der Milchstraße entfernt.
Das Objekt wurde am 5. Februar 1788 von Wilhelm Herschel entdeckt.